# Vattnets Venus
Vattnets Venus (engelska: Million Dollar Mermaid) är en amerikansk biografisk film om simstjärnan Annette Kellerman från 1952 i regi av Mervyn LeRoy. I huvudrollerna ses Esther Williams, Victor Mature och Walter Pidgeon. George J. Folsey stod för filmfotot och för koreografin stod Busby Berkeley. Filmen hade svensk premiär den 20 april 1953. 

## Handling
Filmen handlar om den australiensiska simmaren och vaudevillestjärnan Annette Kellerman. Som efter att ha övervunnit polio, blir känd som simmare men åstadkommer också skandal med sina baddräkter i en del, som betraktades som opassande för kvinnor runt år 1900. Kellerman ägnar sig åt synkroniserad simning och uppträder bland annat med sin vattenbalett i en stor glastank på New York Hippodrome. 

## Rollista i urval
- Esther Williams - Annette Kellerman
- Victor Mature - James Sullivan
- Walter Pidgeon - Frederick Kellerman
- David Brian - Alfred Harper
- Donna Corcoran - Annette Kellerman, 10 år
- Jesse White - Doc Cronnol
- Maria Tallchief - Pavlova
- Howard Freeman - Aldrich
- Charles Watts - polis på Revere Beach
- Wilton Graff - Garvey
- Frank Ferguson - åklagare i Boston
- James Bell - domare i Boston
- James Flavin - tågkonduktör
- Willis Bouchey - filmregissör